# Piazza Vittorio Veneto (Firenze)
Piazza Vittorio Veneto è una piazza di Firenze, ingresso monumentale al parco delle Cascine. Vi si può accedere dal lungarno Amerigo Vespucci, corso Italia, via Solferino, viale Fratelli Rosselli, via del Fosso Macinante, viale del Visarno, viale degli Olmi, viale Abramo Lincoln e dal ponte della Vittoria.

## Storia

### Ottocento
La piazza era stata aperta nella seconda metà degli anni cinquanta dell'Ottocento, poco prima del periodo di Firenze Capitale (1865-1871), per servire sia quale ingresso al parco delle Cascine, sia quale collegamento tra il ponte Sospeso e lo stradone delle mura. 
Con l'abbattimento della cinta muraria fiorentina lo slargo acquistò un ruolo determinante nel sistema dei viali di circonvallazione e del verde cittadino. Più in particolare, nel piano di ingrandimento della città del 1866, Giuseppe Poggi la progettò come una grande piazza di forma ellittica, segnata lungo metà del perimetro da un doppio filare di alberi intervallati da statue, obelischi e lampioni, che creavano una solenne scenografia di entrata al parco delle Cascine e un punto di vista suggestivo da chi, provenendo da corso Italia, si ritrovava ai bordi di un luogo lussureggiante, completamente diverso dalla città “di pietra” di Firenze. Al centro della piazza era previsto un monumento equestre su un alto basamento dedicato al re Vittorio Emanuele (al quale fu peraltro intitolata la porzione nord ovest dello spazio mantenendosi per lo spazio a sud est il nome già usato di piazza degli Zuavi), come fu poi collocato solo nel 1932, e ai lati parterre di cui uno indirizzato verso il ponte sospeso. 
Ciò che in effetti venne realizzato - come documentano le fotografie del periodo - fu un ampio spazio in terra battuta, segnato all'ingresso da due monumentali basamenti, che comunque funzionò da ingresso monumentale al parco delle Cascine, luogo sempre più frequentato dai fiorentini, a piedi, a cavallo e in carrozza.

### Novecento
L'attuale titolazione fu conferita dal Regio Commissario nel novembre del 1919, in ricordo della "battaglia gigantesca con la quale il 4 novembre 1918 i soldati d'Italia distrussero l'esercito e l'impero austriaco" . Tale denominazione fu condivisa fino al 1940 con quella già attestata dal 1859 di "piazza degli Zuavi", da questa data relativa alla sola zona a sud est, e motivata dal ricordo delle truppe coloniali francesi che avevano combattuto in Lombardia a fianco dei piemontesi nella primavera del 1859 e che, di passaggio da Firenze, avevano in quest'area posto il loro accampamento. 
Nel 1932 fu qui spostata (nella posizione già pensata dal Poggi) la statua di Vittorio Emanuele II, modellata da Emilio Zocchi verso il 1890 e già posta al centro di piazza della Repubblica. 
Sempre nel corso del Novecento, con l'aumentare del traffico veicolare lungo i viali di circonvallazione, la piazza perse progressivamente il ruolo avuto nell'Ottocento di cerniera tra la città e il parco, diventando per larga parte zona di parcheggio. 

### Duemila

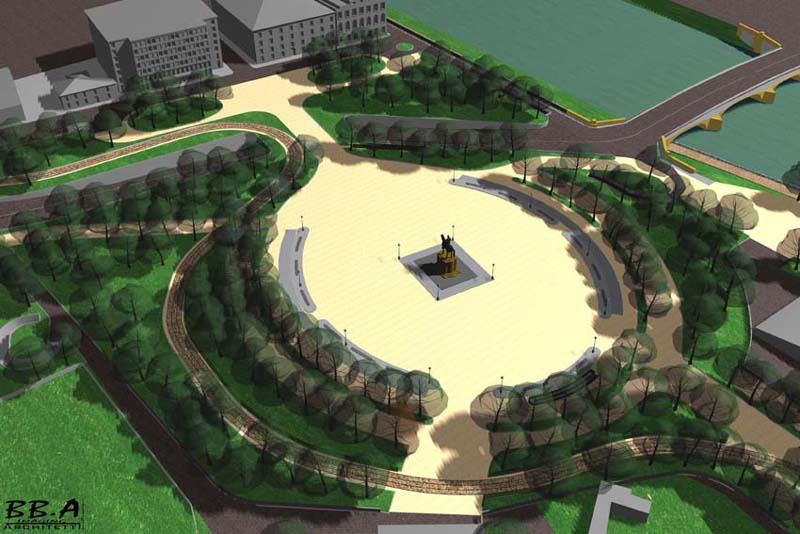
Render di piazza Vittorio Veneto dopo la riqualificazione

Per eliminare la futura intersezione della linea T1 della tramvia con il traffico cittadino all'inizio del secolo XXI si decise di realizzare un sottopassaggio veicolare lungo l'ultimo tratto di viale Fratelli Rosselli, subito prima dell'ingresso al ponte alla Vittoria. La Soprintendenza prescrisse la realizzazione di un manufatto di forma curva, così da poter successivamente recuperare l'originaria forma della piazza, tagliata in due dalla circolazione.

I lavori per il sottopasso carrabile partirono nel gennaio 2001 per terminare nel maggio 2003 (due anni e cinque mesi circa). Le spalle e i parapetti sono rivestiti in pietra tipo “santafiora”, mentre l'elemento a ponte è in acciaio COR-TEN, utilizzato in altre opere cittadine come il ponte tramviario sul fiume Arno della linea T1, il sottopasso di viale Strozzi davanti all'entrata della fortezza da Basso, o la ricostruzione del tratto terminale della rampa Spadolini.
Al di sopra del sottopasso è in funzione la linea T1 della tramvia, inaugurata nel febbraio 2010. che corrisponde all'ingresso del grande parcheggio sotterraneo che doveva essere costruito nella piazza.
Alcuni rilievi furono fatti a causa del progetto portato avanti dal Comune, differente rispetto a quello originale in quanto ha previsto l'edificazione di un sottopassaggio a quattro corsie anziché sei; ma i tecnici hanno risposto che l'ampiezza del manufatto costruito è pari a 20 metri, in linea con quanto stabilito successivamente ovvero la creazione di due corsie in ingresso città e tre in uscita previo allargamento del Ponte alla Vittoria.
Nel 2019 la piazza è diventata inoltre capolinea di alcune linee bus extraurbane (già afferenti alla zona della stazione Leopolda).

## Descrizione

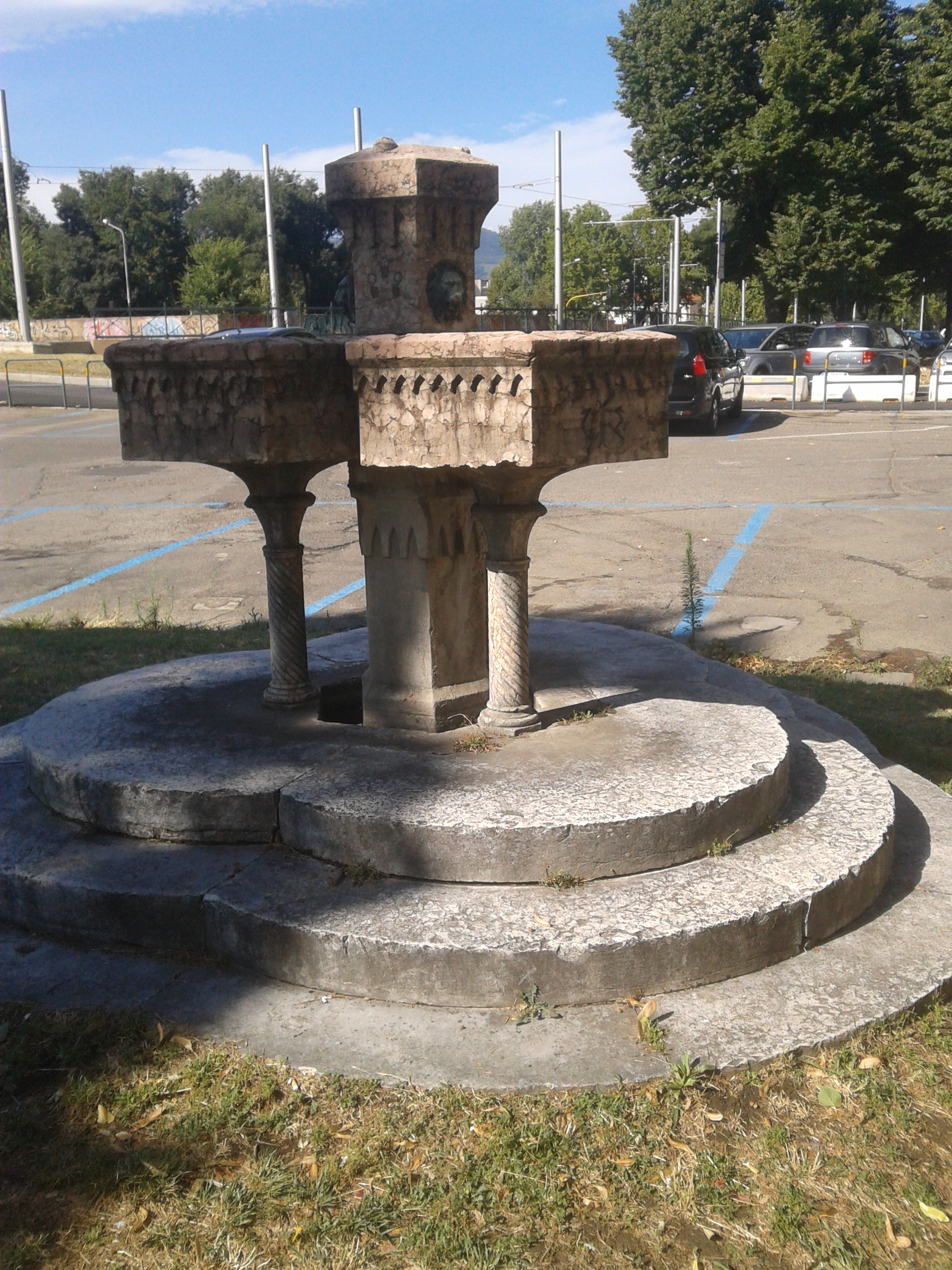
La fontana della Regina Vittoria

La piazza si presenta oggi a forma irregolare, tagliata da tre direttrici che lo sottodividono in altrettante aree. La direttrice più trafficata è quella del viale Fratelli Rosselli-sottopasso-ponte alla Vittoria, affiancato a est dal vecchio tratto stradale che oggi è percorso soltanto da chi accede alle Cascine e ai parcheggi attigui; la terza direttrice è quella della linea tranviaria, che inizialmente arriva parallela al viale provenendo da Porta al Prato, poi curva sul cavalcavia del sottopassaggio ed entra nel parco delle Cascine effettuando un'ampia curva che segue il tracciato dell'emiciclo del Poggi. Qui si trova il Monumento a Vittorio Emanuele II, al centro di un ampio prato circondato, oltre la carreggiata, dal doopio filare di alberi che si innesta poi nei viali delle Cascine.
Dall'altro lato, quello verso la città, si trovano due emicicli più piccoli, quello sud circondato dal parcheggio (vi si trova anche la fontana della Regina Vittoria), e quello nord aderente alla linea tranviaria. Il passaggio pedonale tra queste due zone avviene tramite il già citato cavalcavia del sottopasso del viale Rosselli, mentre dai rispettivi lungarni è possibile accedere alle spallette ponte, ma possibilità di attraversamento della carreggiata. 
Tra gli edifici che vi si affacciano ci sono il palazzo Vagnonville, lato lungarno Vespucci, lo sferisterio e il Circolo del Tennis, lato Cascine.